# Upskirting
L'upskirting (« filmer sous les jupes ») est  une pratique consistant à photographier ou à filmer sous les jupes des femmes leurs sous-vêtements, voire leurs parties intimes, puis à publier photos et films principalement sur Internet. Relevant du  photovoyeurisme, cette pratique est criminalisée dans certains pays.

## Mode opératoire
Les prises de vues sont le plus souvent réalisées en contre-plongée en position debout, ou de face en position assise).
Bien que les prises de vues puissent être faites avec le consentement des sujets, les spectateurs de ce type de scènes recherchent le plus souvent des clichés pris furtivement, notamment dans des lieux publics, et donc, selon toute vraisemblance, à l'insu des personnes représentées, ce qui fait de l'upskirting une forme de voyeurisme.
L'avènement des téléphones mobiles équipés d'appareils photo et de caméras est souvent présenté comme étant à l'origine du développement de cette pratique, mais en réalité, l'upskirting existe depuis que la mode a démocratisé la minijupe, c'est-à-dire vers le milieu des années 1960.[réf. nécessaire]

## Pénalisation de la pratique
Filmer sous les jupes sans le consentement de la personne photographiée peut être considéré comme illégal dans certains pays.

### Belgique
En Belgique, une loi adoptée en 2014 permet de punir d'un an de prison ce type de comportement.

### Canada
Au Canada, le photovoyeurisme est criminalisé par l'infraction de voyeurisme,.

### France
Le 24 juillet 2018, « un amendement au projet de loi contre les violences sexistes et sexuelles prévoit une peine d’un an d’emprisonnement et de 15 000 € d’amende pour les auteurs » d'upskirting.

### Royaume-Uni
Au Royaume-Uni, l'upskirting est ajouté à la loi de 2003 sur les délits sexuels en 2019, pour en faire une infraction spécifique en Angleterre et au pays de Galles.